# بلول
بلول (Blul یا Sring) ازسازهای بادی سنتی ارمنستان می‌باشد. قرنها پیش زمانیکه چوپانان گوسفندانشان را برای چرا به دشتها می‌بردند متوجه صدایی زیبا از برخورد باد با سر بامبوها شدند پس برآن شدند از بامبو سازی بادی ساده بسازند بدون نیاز به قمیش یا دهانه که به همان سادگی وزش باد با دم انسان تولید نوای موسیقی کند و البته بعدها به جای بامبو از چوب درخت زردآلو در ساخت این ساز استفاده کردند. محدوده صوتی این ساز با صدای مخملی و روح نواز دو ونیم اکتاو می‌باشد. از معروفترین نوازنده‌های حال حاضر ارمنستان می‌توان لوون توانیان را نام برد. این ساز بسیار به ساز شمشال یا بلور در میان کردها شبیه است.